# Pernille-sagen
Pernille-sagen er en sag om den 14-årige pige Pernille Oldenborg Lind fra Galten, der døde sankthansaften 2006. Politiet klassificerede dødsårsagen som selvmord, mens familien gennem flere år har forsøgt at finde ud af, om en forbrydelse lå bag.
Sagen har været genstand for medieomtale og behandling i Folketingets Retsudvalg. Ellen Stampe har skrevet bogen Mysteriet om Pernille om sagen.

## Baggrund
Pernille blev født den 28. marts 1992.
Pernilles mor, Annelise, arbejdede på deltid som hjemmehjælper, og hun havde en voksen søn, John, fra et tidligere ægteskab.
Med Pernilles far, Henning, der arbejdede i et vognmandsfirma, havde Annelise den seksårige Henrik, da Pernille blev født.
Familien boede i et rækkehus i Gyvelparken i Galten vest for Aarhus.
og Pernille gik i 8. klasse på Herskind Skole.

## Sankthansaften 2006
Dagen før Sankthansaften 2006 fik Pernille sommerferie.
Hun stod op klokken 10, og om eftermiddagen blev hun af sin mor kørt til Marcellos pizzeria, hvor Pernille arbejdede sammen med veninden "Nanna".
De regnede med, at Pernille fik fri klokken 21:30, og at hun selv skulle låse sig ind hjemme, fordi hendes forældre tog på besøg hos et vennepar i Stjær et kvarters kørsel derfra.
Da der ikke var specielt travlt i pizzeriaet, blev Pernille sendt hjem omkring klokken 19.
Klokken 19.00 ringede Pernille til sin mor og spurgte, om de var taget af sted, og om hun kunne blive hentet, men da var forældrene allerede i Stjær.
Pernille gik da en kilometer hjem.
Klokken 19:01 begyndte Pernille at sms'e med veninden Malene, og klokken 19:12 sendte hun den sidste sms.
Pernille spurgte, om de skulle mødes, men det kom ikke i stand.
På vejen mødte hun tilfældigvis veninden "Naja", og til hende sagde Pernille, at hun skulle møde nogen.
Hjemme tændte Pernille for sin computer omkring klokken 19:30, og hun chattede på msn med sin spejderkammerat "Ulrik".
"Ulrik" inviterede hende ned på bytoften, hvor der var jazz.
Pernille afviste det.
Klokken 19:46 kom en besked-boks fra "Mike".
Da forældrene kom hjem omkring 23:30 var det mørkt i rækkehuset.
De fandt Pernille hængende i et lagen på gelænderet til første sal. Faren stormede op af trappen og tog hende ned ved at løsne lagnet.
Politiet ankom klokken 23:58.
Liget af Pernille blev kørt bort allerede klokken 0:17.
Politiet havde haft omkring 20 minutter til at undersøge stedet, før liget blev fjernet, og de så ikke, hvordan Pernille hang.
Senere i 2011 i TV 2-udsendelsen Station 2 udtalte tidligere kriminalinspektør Jørn Moos:
| „ | For mig at se så har man lige med det samme lagt sig fast på, at her er en ung pige, der har begået selvmord. Man overvejer overhovedet ikke, om det er en forbrydelse, som hun har været udsat for. [...] Det går så lynhurtigt fra det øjeblik man kommer ind, til hun bliver kørt ud og er i ambulancen. Der går cirka 20 minutter. Jeg synes, det er katastrofalt. | “ |

Sankthansaften afhørte en betjent "Nanna". Han skrev i rapporten:
| „ | Pernille havde gennem længere tid været deprimeret og overvejet selvmord. Afhørte forklarede, at afdøde altid have holdt en facade over for alle andre end afhørte. Afhørte vidste, at afdøde gennem længere tid havde overvejet selvmord. Afhørte forklarede, at afdøde for cika en måned siden havde lovet afhørte, at hun ikke ville gøre alvor af truslen om selvmord | “ |

Denne afhøring og afhøringen af Malene blev brugt til at underbygge teorien om, at der var tale om et selvmord.
Det er yderst sjældent at unge piger begår selvmord ved hængning.

## Senere udvikling
Efter obduktionen lukkede politiet sagen som selvmord.
Obduktionen blev foretaget på Retsmedicinsk Institut af Lisbeth Lund Jensen, der havde mindre end et års ansættelse der.
Familien var ikke tilfreds med politiets forklaring og undrede sig over flere ting:
Et vindue stod åbent på første sal, hvilket det ikke gjorde normalt; aftryk i vindueskarmen syntes at vise, at nogen var kravlet ud den vej; på reolen var en brunlig væske løbet ned.
Desuden var nogle bøger i reolen vendt om, og familiens hund opførte sig mærkeligt.
I marts 2007 havde Ekstra Bladet sagen på forsiden med overskriften "Politiet: Selvmord – Forældrene: Nej. Pernille blev kvalt".
Efter at TV Østjylland kørte sagen i 2007 henvendte naboen Christian Christiansen sig og oplyste han hørte råb om hjælp omkring tidspunktet da Pernille døde.
Journalist Ellen Stampe begyndte også at skrive om sagen for Nyhedsavisen.
I 2008 år skrev hun om "Nanna":
Den 3. oktober 2007 læste "Nanna" for første gang rapporten udfærdiget på baggrund af afhøringen sankthansaftennat
og fik et chok. Hun udtalte:
| „ | Flere steder står der det modsatte af, hvad jeg sagde til betjenten. Hvis jeg havde vidst, at den afhøring af mig blev brugt til at lukke sagen, kunne jeg godt have tænkt mig, at han havde læst den op for mig | “ |

I maj 2008 modtog Folketingets Retsudvalg en redegørelse.
Retsordfører for det Radikal Venstre Simon Emil Ammitzbøll udtrykte kraftig kritik af redegørelsen.

## Sagen genoptages
Første udgave af Ellen Stampes bog Mysteriet om Pernille kom i 2010 og blev optrykt siden.
Sammen med BT's afdækning af sagen medførte den, at sagen blev genoptaget i 2011.
Sagen kom for Folketingets Retsudvalg, hvor formanden Peter Skaarup udtalte "De nye oplysninger, der er kommet frem, er så graverende, at Østjyllands Politi ikke kan komme uden om at tage dem seriøst." Udvalget krævede en forklaring fra justitsminister Lars Barfoed om Østjyllands Politis håndtering af sagen.
Retsordfører for SF, Karina Lorentzen, foreslog endda, at sagen burde overdrages til en anden politikreds.
En amerikansk retsmediciner, Howard Adelman, fik obduktionsrapporten til gennemsyn.
Han fandt gerningsstedet arrangeret, kritiserede obduktionsrapporten og mente, at findestedet var iscenesat for skjule et mord som selvmord.
Professor Jørn Simonsen, tidligere formand for Retslægerådet, troede heller ikke på selvmord. Simonsen mente, at Pernille døde af hjertestop efter et kortvarigt tryk på halsen, et fænomen kaldet vasovagalt chok og kritiserede obduktionsrapporten på flere punkter.

På opfordring af BT fik selskabet Ibas rekonstrueret slettede data på Pernilles mobiltelefon og computer.
Informationen, der fremkom, viste, at Pernille kommunikerede med en 19-årig mand fra lokalområdet.
Han havde ikke tidligere været sat i forbindelse med sagen.
Pernille kommunikerede også med en anden ung mand fra Aarhus' vestlige opland.
Pernille skrev også mange sms til en dengang 30-årig mand fra København i dagene op til sin død.

Blandt Pernilles bekendte var der en ung mand, der som 13-årig havde forsøgt at kvæle en pige
og angiveligt skulle have udført sadistiske drab på katte og et føl.
I februar 2011 blev sagen genoptaget.
I den forbindelse skrev medierne, at politiet i 2008 havde tabt sporet af et af de vigtigste beviser: lagenet som Pernille blev fundet hængende i.
De havde sendt det til Retsmedicinsk Institut i Aarhus, men der kunne de heller ikke finde det, og politiet formodede at det var destrueret.
Heller ikke teleselskabernes information om aktive mobiltelefoner i området ved Pernilles død var da tilgængelig, da sådanne data kun gemmes 400 dage.
I april 2011 afleverede flere i Pernilles omgangskreds fingeraftryk til politiet, efter at politiet fik ny opmærksomhed omkring fingeraftryk fundet i en vindueskarm.
I februar 2012 meddelte Østjyllands Politi, at den nye efterforskning efter genoptagelse var tæt på afslutning.
Hvilken konklusion, de var nået frem til, oplyste de ikke.
Først i juni 2013 hørte man igen om sagen. Da meddelte politiet, at de efter to års efterforskning ikke havde kunnet finde "en rimelig formodning" om, at der skulle havde været begået en strafbar handling.

## Bredere debat
Sagen var en del af en bredere debat i 2011 om efterforskningen i forbindelse med mistænkelige dødsfald herunder sager henlagt som selvmord.
BT havde kørt artikelserien Mord eller selvmord om emnet.
Under en Folketingsdebat henviste Dansk Folkepartis Peter Skaarup til BT's tal om, at der kun i 16 % af selvmordssager foretages obduktion, mens tallene for andre nordiske lande lå på 66 % og knap 100 %.
BT's politikilder påpegede, at man for at undgå en dyr og tidskrævende efterforskning bevidst ignorerede mistænkelige omstændigheder i efterforskningen.
Flere tidligere kriminalpolitifolk blandede sig i debatten, og af dem udtalte Kurt Kragh, at han ikke ville undre sig, hvis mindst et par dødsfald om året var drab camoufleret som selvmord.
I begyndelsen af 2012 brugte Ellen Stampe Pernille-sagen som et af eksemplerne på, hvor svært det kan være for de efterladte at få aktindsigt i sådanne sager.